# Željko Rebrača
Željko Rebrača (en cyrillique Жељко Ребрача), né le 9 avril 1972 à Prigrevica, est un ancien joueur de basket-ball serbe, évoluant au poste d'intérieur.

## Biographie
Il a décidé de mettre fin à sa carrière le 17 décembre 2007, à la suite de « trop nombreuses blessures ».

## Clubs
- 1990-1996 :  KK Partizan Belgrade
- 1996-1998 : Benetton Trévise
- 1998-2001 :  Panathinaïkos
- 2001-2002 :  Hawks d'Atlanta
- 2002-2005 :  Pistons de Détroit
- 2005-2007 :  Los Angeles Clippers
- 2007 : Pamesa Valencia

## Palmarès

### Équipe nationale
- Jeux olympiques d'été
  - médaille d'argent aux Jeux olympiques d'été de 1996 à Atlanta
- championnat du monde
  - médaille d'or en 1998 à Athènes
  - MVP du championnat du monde 1998
- championnat d'Europe
  - médaille d'or en 1997 à Barcelone
  - médaille d'or en 1995 à Athènes

### Club
- Euroligue 1992, 2000
- Finaliste de l'Euroligue 2001
- Participation au Final Four de l'Euroligue 1998, 2000, 2001
- Champion de Grèce 2000
- Champion d'Italie 1997
- Champion de Yougoslavie 1990, 1991, 1992, 1993
- Coupe d'Italie 1998
- MVP européen en 1999

### NBA
- Drafté en 54e position au second tour en 1994 par les Supersonics de Seattle